# 5,5 m
5,5 m är en segelbåtsklass som skapades av den engelske konstruktören Charles Nicholson. 
Klassen var avsedd som ett lite mindre och billigare alternativ till 6-metersklassen. De första båtarna byggdes 1949. Klassen användes i OS första gången i Helsingfors 1952. I Melbourne 1956 ersatte 5,5:orna de dyrare sexorna. Efter OS 1968 i Mexico City hade även 5,5 m-klassen blivit för dyr och ersattes av soling vid olympiaden i München 1972.